# Ізваров Олександр Юрійович
Олекса́ндр Ю́рійович Ізва́ров — солдат Збройних сил України, учасник російсько-української війни.

## З життєпису
Брав участь в боях за Дебальцеве у складі 80-ї бригади, в січні 2015-го поранений, лікувався у дніпропетровській лікарні.

## Нагороди
За особисту мужність і високий професіоналізм, виявлені у захисті державного суверенітету та територіальної цілісності України, вірність військовій присязі, відзначений — нагороджений
- орденом «За мужність» III ступеня (31.7.2015).